# Franjevački samostan sv. Marije u Gornjoj Tuzli
Franjevački samostan sv. Marije u Gornjim Solima (Gornjoj Tuzli) bio je rimokatolički samostan posvećen sv. Mariji.
Teško je točno odrediti kad su se franjevci nastanili u Solima, jer nema pouzdanih materijalnih pisanih izvora. Vjerojatno je da je samostan podignut koncem 14. ili u prvoj polovici 15. stoljeća. Tada već imamo konkretne podatke, jer se 1447. spominje samostan sv. Marije u Gornjim Solima, za godinu 1506. franjevački povjesničar navodi samostan u Gornjoj i Donjoj Tuzli, 1514. spominje se gornjotuzlanski samostan, pismo Mustafe Jurišević-bega iz 13. – 22. lipnja 1515. navodi 10 laika u ovom samostanu.
Osmanska vremena bila su uvijek teška vremena za katolike pod osmanskom vlašću, osobito u vremenima ratova s katoličkim državama. Ni u mirnodopskim uvjetima nije bilo bolje i svećenstvo, redovnici i obični vjernici bili su izloženi samovolji muslimanskih vladara, i samostani su često bili pljačkani, rušeni i spaljivani. Samostan sv. Marije iz Gornje Tuzle bio je uništen 1535. pa su franjevci preselili u stari bosanski utvrđeni grad Gradovrh. Nakon mletačko-osmanskog rata (1537. – 1540.) popravljeni su samostani koji su prije bili srušeni. Izbjegli franjevci iz ovog samostana morali su iseliti zajedno s već izbjeglim zvorničkim franjevcima 1541. kad je u kasaba doprla do kršćanske varoši Izvorišta. Bio je posvećen Uznesenju Blažene Djevice Marije. Izbjegli franjevci nastanili su se na Gradovrhu. Ondje im je samostan i crkvu podigla bogata plemenitaška obitelj Maglašević (Magljašević), otac Ivan i sin Pavao, no uz sultanovo dopuštenje.
Turski popis iz 1548. ne spominje samostan u Gornjoj Tuzli. Izvješće biskupa Bonifacija s vizitacije iz 1581. spominje samostan u Gornjoj i u Donjoj Tuzli. I biskup Franjo Baličević spominje iste. Popis franjevačkih samostana iz 1576. ne spominje samostan u Tuzli nego u Gradovrhu, kraj današnje Donje Tuzle, koji preuzima naslov tuzlanskog samostana. Važno je da je gradovrški samostan poslije nazivan Gornjom Tuzlom (iako je bliže Donjoj). Osmanski dokumenti spominju crkvu u Donjoj Tuzli 1533., 1548. samostan s crkvom posvećen sv. Petru, sumarni tefter Zvorničkog sandžaka 1553. ubicira crkve u selu Dvorištu i u Donjoj Tuzli u središtu varoši.